# Galatasaray Spor Kulübü 2021-2022 (pallavolo femminile)
Questa voce raccoglie le informazioni riguardanti il Galatasaray Spor Kulübü nelle competizioni ufficiali della stagione 2021-2022.

## Stagione
Il Galatasaray Spor Kulübü utilizza la denominazione sponsorizzata Galatasaray HDI Sigorta nella stagione 2021-22.
Partecipa alla Sultanlar Ligi, dove ottiene un quinto posto al termine della regular season, confermando la medesima posizione anche dopo aver disputato i play-off per il quinto posto, in cui sconfigge Kuzeyboru e PTT. In Coppa di Turchia viene invece eliminato ai quarti di finale dal VakıfBank.

## Organigramma societario
Area direttiva
- Presidente: Mustafa Cengiz

Area tecnica
- Allenatore: Ataman Güneyligil
- Allenatore in seconda: Cihan Çintay
- Assistente allenatore: Gençer Yarkin, Recep Vatansever
- Scoutman: Emre Türkileri

## Rosa
| N° | Nome                 | Ruolo | Data di nascita  | Nazionalità sportiva |
| -- | -------------------- | ----- | ---------------- | -------------------- |
| 1  | Anthī Vasilantōnakī  | S     | 9 aprile 1996    | Grecia               |
| 2  | İlkin Aydın          | S     | 5 gennaio 2000   | Turchia              |
| 3  | Gizem Güreşen        | L     | 14 gennaio 1987  | Turchia              |
| 4  | Beren Yeşilırmak     | S     | 1º giugno 2005   | Turchia              |
| 6  | Esra Demirkıran      | S     | 1º gennaio 2004  | Turchia              |
| 7  | Fatma Beyaz          | C     | 16 aprile 1995   | Turchia              |
| 9  | Saša Planinšec       | C     | 2 giugno 1995    | Slovenia             |
| 10 | Sude Hacımustafaoğlu | C     | 25 marzo 2002    | Turchia              |
| 11 | Nilay Benli          | P     | 24 ottobre 1985  | Turchia              |
| 12 | Bihter Dumanoğlu     | L     | 3 febbraio 1995  | Turchia              |
| 13 | Zeynep Demirel       | C     | 27 novembre 2000 | Turchia              |
| 14 | Alexia Căruțașu      | O     | 10 giugno 2003   | Romania              |
| 17 | Su Zent              | C     | 25 marzo 1996    | Turchia              |
| 18 | Gamze Alikaya        | P     | 1º gennaio 1993  | Turchia              |

## Statistiche

### Statistiche di squadra
| Competizione     | Punti | In casa | In casa | In casa | In trasferta | In trasferta | In trasferta | Totale | Totale | Totale |
| Competizione     | Punti | G       | V       | P       | G            | V            | P            | G      | V      | P      |
| ---------------- | ----- | ------- | ------- | ------- | ------------ | ------------ | ------------ | ------ | ------ | ------ |
| Sultanlar Ligi   | 51    | 15      | 11      | 4       | 15           | 10           | 5            | 30     | 21     | 9      |
| Coppa di Turchia | 9     | 0       | 0       | 0       | 1            | 0            | 1            | 4      | 3      | 1      |
| Totale           | -     | 15      | 11      | 4       | 16           | 10           | 6            | 34     | 24     | 10     |

G = partite giocate; V = partite vinte; P = partite perse

### Statistiche dei giocatori
| Giocatore          | Campionato | Campionato | Campionato | Campionato | Campionato | Coppa di Turchia | Coppa di Turchia | Coppa di Turchia | Coppa di Turchia | Coppa di Turchia | Totale | Totale | Totale | Totale | Totale |
| Giocatore          | P          | PT         | AV         | MV         | BV         | P                | PT               | AV               | MV               | BV               | P      | PT     | AV     | MV     | BV     |
| ------------------ | ---------- | ---------- | ---------- | ---------- | ---------- | ---------------- | ---------------- | ---------------- | ---------------- | ---------------- | ------ | ------ | ------ | ------ | ------ |
| G. Alikaya         | 29         | 57         | 19         | 22         | 17         | 4                | 8                | 5                | 1                | 2                | 33     | 65     | 24     | 23     | 19     |
| İ. Aydın           | 28         | 236        | 195        | 21         | 20         | 1                | 8                | 8                | 0                | 0                | 29     | 244    | 203    | 21     | 20     |
| N. Benli           | 21         | 10         | 6          | 4          | 0          | 2                | 0                | 0                | 0                | 0                | 23     | 10     | 6      | 4      | 0      |
| F. Beyaz           | 21         | 66         | 34         | 23         | 9          | 4                | 5                | 3                | 1                | 1                | 25     | 71     | 37     | 24     | 10     |
| A. Căruțașu        | 30         | 594        | 483        | 48         | 63         | 4                | 93               | 80               | 4                | 9                | 34     | 687    | 563    | 52     | 72     |
| Z. Demirel         | 26         | 102        | 38         | 47         | 17         | 4                | 10               | 5                | 4                | 1                | 30     | 112    | 43     | 51     | 18     |
| E. Demirkıran      | 12         | 0          | 0          | 0          | 0          | 1                | 0                | 0                | 0                | 0                | 13     | 0      | 0      | 0      | 0      |
| B. Dumanoğlu       | 10         | 0          | 0          | 0          | 0          | 0                | 0                | 0                | 0                | 0                | 10     | 0      | 0      | 0      | 0      |
| G. Güreşen         | 26         | 0          | 0          | 0          | 0          | 4                | 0                | 0                | 0                | 0                | 30     | 0      | 0      | 0      | 0      |
| S. Hacımustafaoğlu | 26         | 53         | 45         | 2          | 6          | 4                | 29               | 26               | 1                | 2                | 30     | 82     | 71     | 3      | 8      |
| S. Planinšec       | 30         | 213        | 129        | 73         | 11         | 4                | 24               | 13               | 10               | 1                | 34     | 237    | 142    | 83     | 12     |
| A. Vasilantōnakī   | 30         | 548        | 477        | 39         | 32         | 4                | 57               | 54               | 2                | 1                | 34     | 605    | 531    | 41     | 33     |
| B. Yeşilırmak      | 16         | 8          | 5          | 1          | 2          | 1                | 0                | 0                | 0                | 0                | 17     | 8      | 5      | 1      | 2      |
| S. Zent            | 6          | 9          | 6          | 2          | 1          | 2                | 0                | 0                | 0                | 0                | 8      | 9      | 6      | 2      | 1      |

P = presenze; PT = punti totali; AV = attacchi vincenti; MV = muri vincenti; BV = battute vincenti